# Markova (Russia)
Markova (in russo Маркова?) è un insediamento di tipo urbano della Russia, situato nell'Oblast' di Irkutsk.